# کامایسال (نیومکزیکو)
کامایسال (به انگلیسی: Chamisal) یک منطقهٔ مسکونی در ایالات متحده آمریکا است که در شهرستان تائوس، نیومکزیکو واقع شده‌است. کامایسال ۴٫۳ کیلومتر مربع مساحت و ۳۰۱ نفر جمعیت دارد و ۲٬۲۷۸ متر بالاتر از سطح دریا واقع شده‌است.